# Eurybia fulgens
Eurybia fulgens är en fjärilsart som beskrevs av Hans Ferdinand Emil Julius Stichel 1910. Eurybia fulgens ingår i släktet Eurybia och familjen Riodinidae. Inga underarter finns listade i Catalogue of Life.